# 大阪市立鯰江小学校
大阪市立鯰江小学校（おおさかしりつ なまずえしょうがっこう）は、大阪府大阪市城東区にある公立小学校。
長年にわたって水泳指導に力を入れ、水泳に関する各種大会では好成績を修めている。

## 沿革
明治時代初期の学制発布に伴い、第五大区第三中区東成郡第一番小学校として1874年5月17日に創立した。当時の東成郡では最も早い時期に創立した学校の一つでもある。
開校当初の敷地は、東成郡今福村（町村制施行により鯰江村）・皇大神宮北側（現在の城東区今福南2丁目12番付近）にあった。1886年には今福村・栄照寺南側付近（現在の城東区今福南2丁目3・4・6番付近）に移転し、今福小学校と称した。
町村制施行により今福村などが合併して鯰江村が成立したことに伴い、学校の名称も鯰江小学校へと改称している。1906年には鯰江村大字今福字中島974番地（現在の大阪市立今福小学校敷地）へと移転している。
1919年には東成郡榎本尋常小学校（現在の大阪市立榎本小学校）、1918年には東成郡鯰江第二尋常小学校（現在の大阪市立聖賢小学校）を分離している。
大阪市編入後の1926年には東成区今福町177番地（現在地）へと移転している。移転前の旧敷地には、1931年に大阪市鯰江第三尋常小学校（現在の大阪市立今福小学校）が開校している。
高等科を併設していたが、高等科は1932年に廃止され、周辺の小学校の高等科を統合・集約する形で新設された大阪市城東高等小学校（1941年大阪市福道国民学校）に移管されている。城東高等小学校は1947年の学制改革で廃校となり、跡地は大阪市立放出中学校に転用されている。
国民学校令により1941年に大阪市鯰江国民学校と称し、1947年の学制改革により大阪市立鯰江小学校と改称した。1980年には大阪市立鯰江東小学校を分離している。

### 年表
- 1874年5月17日 - 第五大区第三中区東成郡第一番学校として開設。
- 1886年5月20日 - 東成郡今福尋常小学校に改称。
- 1892年4月1日 - 高等科を併設。東成郡今福尋常高等小学校に改称。
- 1898年7月5日 - 東成郡鯰江尋常高等小学校に改称。
- 1902年3月31日 - 高等科を廃止。東成郡鯰江尋常小学校に改称。
- 1909年1月9日 - 東成郡榎本尋常小学校（現在の大阪市立榎本小学校）を分離。
- 1915年9月1日 - 分教場を開設。
- 1918年4月1日 - 分教場が東成郡鯰江第二尋常小学校（現在の大阪市立聖賢小学校）として独立開校。
- 1918年4月1日 - 高等科を併設。東成郡鯰江尋常高等小学校に改称。
- 1925年4月1日 - 大阪市への編入に伴い、大阪市鯰江尋常高等小学校に改称。
- 1926年10月20日 - 現在地に移転。
- 1932年3月31日 - 高等科を、新設の高等科単独校・大阪市城東高等小学校に移管。これに伴い大阪市鯰江尋常小学校に改称。
- 1941年4月1日 - 国民学校令により、大阪市鯰江国民学校に改称。
- 1942年 - 校区の一部を、新設の大阪市関目国民学校（現在の大阪市立関目小学校）へ分離。
- 1944年9月20日 - 福井県今立郡に集団疎開。
- 1947年4月1日 - 学制改革により、大阪市立鯰江小学校に改称。
- 1980年4月1日 - 大阪市立鯰江東小学校を分離。
- 2011年 - 中校舎が完成。
- 2014年 - 南校舎が完成。

## 通学区域
- 大阪市城東区 今福西1丁目～6丁目。

卒業生は大阪市立鯰江中学校に進学する。

## 交通
- Osaka Metro長堀鶴見緑地線・今里筋線 蒲生四丁目駅 北東へ約200m。